# Gungala, la panthère nue
Pour plus de détails, voir Fiche technique et Distribution.
Gungala, la panthère nue (Gungala la pantera nuda) est un film d'aventure italien réalisé par Ruggero Deodato (crédité comme Roger Rockfeller), sorti en 1968. Il s'agit de la suite de Gungala, la vierge de la jungle, sorti un an plus tôt.

## Synopsis
Une compagnie d’assurance, dirigée par une riche famille anglaise, charge un groupe d’aventuriers de retrouver une jeune héritière, dont l’avion s’est écrasé dans la jungle quelques années auparavant. Laissée pour morte, orpheline et ayant grandi au milieu de la nature, l’enfant abandonné est devenue « Gungala », la déesse blanche, évoluant aux côtés de sa fidèle panthère et devenue reine d'une tribu de guerriers. Avant d’approcher la sauvageonne, les aventuriers vont devoir la défendre contre une tribu d’indigènes africains, dirigés par un prince arabe cruel, voulant dérober le diamant qu'elle porte autour de son cou. L'un des explorateurs, Morton, tombe immédiatement amoureux de la sublime Gungala au grand détriment de sa petite amie, Julie, qui va tout faire pour se débarrasser de cette rivale...

## Fiche technique
- Titre original : Gungala la pantera nuda
- Titre français : Gungala, la panthère nue
- Réalisation : Ruggero Deodato (crédité comme Roger Rockfeller)
- Scénario : Romano Ferrara et Guido Leoni
- Montage : Adriana Novelli
- Musique : Alessandro Brugnolini et Luigi Malatesta
- Photographie : Claudio Ragona
- Sociétés de production : Summa Cinematografica
- Pays d'origine :  Italie
- Langue originale : italien
- Format : couleur
- Genre : film d'aventure
- Durée : 88 minutes
- Date de sortie : 
  -  Italie : 31 mai 1968

## Distribution

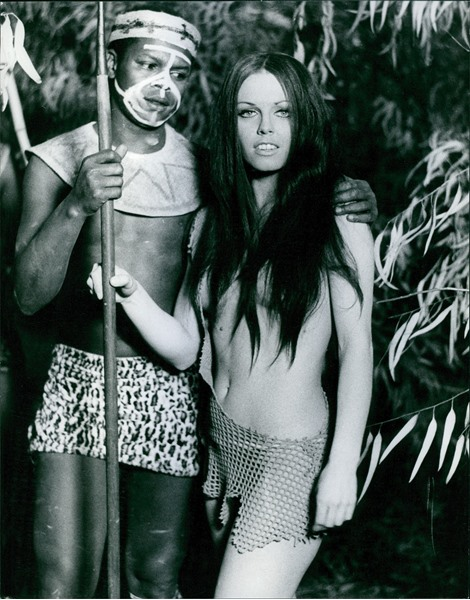
Micaela Pignatelli.

- Kitty Swan : Gungala
- Micaela Pignatelli : Julie
- Angelo Infanti : Morton
- Jeff Tangen : Chandler
- Alberto Terrani : le prince arabe
- Giancarlo Sisti
- M. Piero Buzzi
- Luigi Scavran
- Luigi Bracale
- Consalvo Dell'Arti : Sir Frederick
- Fernando Piazza